# 娄溥礼
娄溥礼（1932年—1988年），男，祖籍浙江余姚，生于江西南昌，中国农田水利学家，高级工程师。